# Anatoli Alexandrowitsch Sobtschak

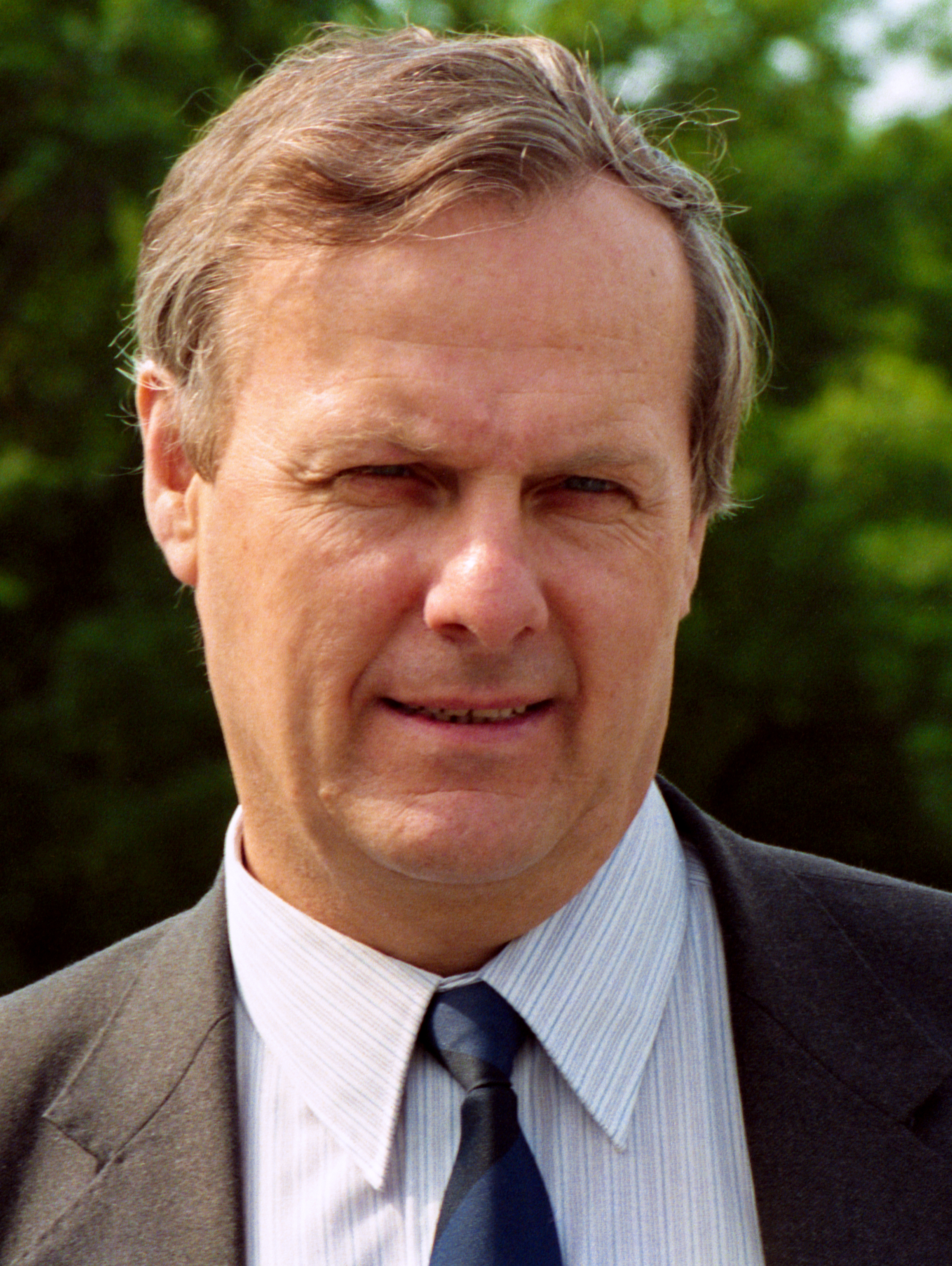
Anatoli Alexandrowitsch Sobtschak (1990)

Anatoli Alexandrowitsch Sobtschak (russisch Анатолий Александрович Собчак, wiss. Transliteration Anatolij Aleksandrovič Sobčak; * 10. August 1937 in Tschita; † 19. Februar 2000 in Swetlogorsk, Oblast Kaliningrad) war ein russischer Politiker. Er war von 1991 bis 1996 der erste demokratisch gewählte Bürgermeister Sankt Petersburgs und gilt als politischer Ziehvater Wladimir Putins und Dmitri Medwedews.

## Leben
Sobtschak arbeitete ab 1973 an der juristischen Fakultät der Universität Leningrad und wurde später deren Dekan. In den 1980er Jahren wurde er Professor für Rechtswissenschaft und Leiter des Instituts für Wirtschaftsrecht. Er gehörte zu den aktivsten Unterstützern der Reformen Gorbatschows und wurde im Juni 1988 in die KPdSU aufgenommen, aus der er 1990 wieder austrat. 1989 wurde er zum Volksdeputierten gewählt und auf dem ersten Kongress der Volksdeputierten in den Obersten Rat der UdSSR aufgenommen. Gegen Ende der Perestroika lief er Mitte 1989 ins Lager von Gorbatschows Gegnern über. 1990 wurde er zum Vorsitzenden des Stadtsowjets von Leningrad gewählt. Zu seinen Studenten gehörten Medwedew und Putin.
Im Juni 1991 wurde Sobtschak Bürgermeister von Leningrad, das dann durch ein von ihm initiiertes Referendum wieder in Sankt Petersburg umbenannt wurde. Er holte Putin als Chef des Komitees für Außenwirtschaft ins Amt. Medwedew war Berater für Außenhandel und Putin wurde 1994 stellvertretender Bürgermeister. Bereits 1992 untersuchte ein von Marina Salje geleiteter Ausschuss des Stadtparlaments Putins Geschäfte. Er kam zu dem Schluss, dass Exportlizenzen an Eintagesfirmen vergeben und ungewöhnlich hohe Provisionen zugestanden wurden. Außerdem seien viele der Rohstoffe im Ausland für einen Bruchteil des tatsächlichen Preises verkauft worden.
Insgesamt fand die Kommission illegale Geschäfte im Wert von etwa 100 Millionen Dollar. Das Stadtparlament forderte auf der Grundlage von Marina Saljes Bericht die Entlassung Putins und erreichte, dass das Außenwirtschaftsministerium in Moskau und Jelzins Präsidialverwaltung mit einer Prüfung von Putins Geschäften begannen. Sobtschak schützte Putin und die Untersuchungen wurden eingestellt. Putin revanchierte sich später, als gegen Sobtschak nach dessen Nichtwiederwahl im Juli 1996 schwere Korruptionsvorwürfe erhoben wurden und Putin schon einflussreiche Posten in Moskau innehatte.
Beim Putschversuch gegen Michail Gorbatschow im August 1991 organisierte Sobtschak in Leningrad Demonstrationen und Kundgebungen gegen die Putschisten. In ihrem Buch Der Mann ohne Gesicht: Wladimir Putin. Eine Enthüllung beschreibt Masha Gessen, wie Sobtschak sich während des Putsches auch mit den Putschisten arrangierte und in einem Bunker versteckte. Er setzte sich für die Rückbenennung Leningrads in Sankt Petersburg ein und versuchte, ein ehrgeiziges Programm zu gestalten, um die Stadt am Finnischen Meerbusen für westliche Investoren und für Touristen attraktiv zu machen.
Bei den Wahlen 1996 verlor er gegen Wladimir Jakowlew. Jakowlew war vorher ebenfalls Sobtschaks Stellvertreter gewesen; seine Umgebung empfand die Kampfkandidatur als Verrat. Während des Wahlkampfs tauchten Korruptionsvorwürfe gegen Sobtschak auf. Er wurde von der Staatsanwaltschaft vernommen; die Vorwürfe wurden letztlich nicht bestätigt.
Sobtschak starb in der Nacht vom 19. auf den 20. Februar 2000 in einem Hotel in Swetlogorsk. Als offizielle Todesursache wurde ein Herzinfarkt angegeben, obwohl die Autopsie keine Spuren davon fand. Ljudmila Narussowa, Sobtschaks Witwe, deutete in einem BBC-Interview vom 5. März 2018 an, dass ihr Mann ermordet worden sei. Das Ergebnis einer damals von ihr veranlassten zweiten Obduktion bewahre sie an einem sicheren, unbekannten Ort außerhalb Russlands auf, sozusagen als „Lebensversicherung“ für sich und ihre Tochter in einem unsicheren Land. Der mutmaßliche Mord sei sicher nicht auf Geheiß Putins erfolgt, aber es gebe Personen im Kreml, für die Putin ein Vehikel zur Macht gewesen sei und die den Einfluss Sobtschaks auf jenen hätten begrenzen wollen.
2018 wurde der Dokumentarfilm Delo Sobtschaka veröffentlicht.

## Familie
Sobtschaks Witwe Ljudmila Borissowna Narussowa ist langjähriges Mitglied im russischen Föderationsrat. Sie fiel als einziges Föderationsratsmitglied durch tendenziell eher kritische Äußerungen zur russischen Innenpolitik nach dem russischen Überfall auf die Ukraine 2022 auf. Ihre gemeinsame Tochter Xenija Sobtschak ist eine russische Fernsehmoderatorin und politische Aktivistin. Sie verließ Russland im Oktober 2022, nachdem Ermittlungen gegen sie eingeleitet worden waren.

## Schriften
- Für ein neues Russland: Unser Kampf um Recht und Demokratie, Bergisch Gladbach: Lübbe Verlag, 1991.
- Russland nach dem Kommunismus, Wien: Ibera-und-Molden-Verl., 1996.
- Die Messer in meinem Rücken, München: Herbig, 2000, ISBN 3-7766-2199-0. Rezension Deutschlandfunk, 12. November 2001: [8]